# Barthélémy Toguo
Barthélémy Toguo (M'Balmayo, 1967) è un artista camerunese.

## Biografia
Dal 1989 studia ad Abidjan in Costa d'Avorio, poi prosegue la propria formazione in Europa (Grenoble, Düsseldorf, Parigi). Tornato in Camerun lavora alla progettazione del Bandjoun Station, un centro espositivo e di formazione di arte contemporanea. Nell'ottobre 2021, la direttrice generale dell'UNESCO Audrey Azoulay ha nominato Barthélémy Toguo Artista per la pace dell'UNESCO.

## Esposizioni più importanti
- Biennale di Dakar
- Biennale di Basilea
- Biennale di Venezia
- Biennale di Siviglia
- Africa Remix. Contemporary Art of a Continent